# 잠발레스산맥
잠발레스산맥(Zambales Mountains)은 필리핀 북부 루손섬의 서쪽을 따라 위치한 산맥으로 남쪽으로 카부실란산맥으로 이어져 1,500 m 급의 산들이 이어진다. 타를라크강이 산맥을 따라 북쪽으로 흐르고 있다. 최고봉은 해발 2,037 m의 타풀라오산(Mt Papulao 별칭 High Peak)으로 산맥 중부의 한 봉우리 피나투보산은 1991년에 기록적인 대분화를 일으켜 넓은 지역에 걸쳐 큰 피해를 냈다.

## 확장
잠발레스산맥은 300 km2의 면적을 가지고 있으며, 서부 팡가시난주의 산맥에서부터 북쪽에서 남쪽으로 뻗어 남쪽의 마닐라만을 둘러싸고 있는 바탄반도의 끝까지 가 있다. 이 산맥에 접한 도시들로는 타를라크주의 밤반, 카파스, 산호세, 산클레멘테, 마얀톡, 산타이그나샤, 카밀링 그리고 카밀링에 접해 있는 구릉지들이다. 팜팡가주에서는 플로리다블란카, 포를라크, 앙헬레스 그리고 마발라카트가 있다.

## 화산
비록 이 산맥들이 원래부터 화산지형이었기는 하지만, 피나투보산은 이 산맥에서 유일한 활화산이다. 1991년 6월 15일의 분출은 1912년 알래스카의 노바룹타산의 분출 이후 20세 두 번째로 강력한 분출이었다. 태풍 유냐가 겹쳐 더 복잡해진 화산 분출은 두터운 화산재와 화산이류가 팜팡가주 앙헬레스 근처의 클라크 공군 기지까지 덮였다.

## 같이 보기
- 바탄 국립공원